# Волязловский, Станислав Васильевич
Станислав Васильевич Волязловский (14 октября 1971, Херсон, Херсонская область, УССР, СССР — 8 января 2018, там же) — украинский художник, перформансист, видеограф, нонконформист.

## Биография
Родился 14 октября 1971 года в Херсоне (УССР). Окончил художественную школу и курсы художников оформителей. Участвовал в работе объединений «Р. Э.П» и клуба «Тотем». Жил и работал в родном городе.
Скончался 8 января 2018 года в Херсоне.

## Творчество
Стас Волязловский работал в стиле, который сам определял как «шансон-арт»: 
«Шансон-арт — это моя рефлексия на мир, в котором я существую, с его интересами, проблемами, страхами, религией, новыми культурными вызовами, с его телевидением и программами, наполненными дебильной рекламой, расчлененкой, криминалом, порнографией, сериалами и политикой, с его жёлтой прессой и его интернетом. Возможно, для меня это что-то вроде арт-терапии. Мне действительно удается освободиться от всего, лезущего в мозг помимо моей воли. Беру и вываливаю все налезшее в эдакой лубочно-концентрированной форме на лист бумаги или старые сэконд-хэндовские простыни, которые разрисовываю шариковыми ручками».
Самобытная манера Стаса Волязловского вполне соответствует колориту провинциального города Херсон, где он прожил всю жизнь, его окружению художников-коллег.  Речь идёт об откровенности, самоиронии, чёрном юморе, нелепых комичных случаях и слухах. Многое из повседневности, наложенное на ужасы «большого мира», перешло в гротескном виде в его произведения.
Придуманный Стасом Волязловским «шансон-арт» был для него способом откровенного разговора с народом, с его тяжёлыми судьбами, страхами, суевериями, бытовым отношением к религии, срамными мыслями и историями. Произведения Волязловского – «поток сознания», без фильтров и брезгливости отражение безумия окружающего мира, низости и жестокости человеческой натуры, всего того, что выливается на нас в концентрированном виде через медийные потоки – «расчленка», порнография, криминал, политика, жёлтая пресса. Визуальный язык художника вобрал в себя те формы, в которых возможна максимальная свобода, простота и откровенность: наивное искусство, русский лубок, искусство душевнобольных. Затрагивая запретные темы, с неизменным чёрным юмором, Волязловский придумывал целые истории: «лубочные комиксы» на простынях, наволочках, скатертях, матрасах, создавал «стенгазеты», графику, коллажи, инсталляции, видеоработы, писал рассказы и стихи.
В 2000-х в Херсоне был участником объединения «Р.Э.П» и клуба «Тотем», в 2010-х – группы «Рапаны». С 2007 г. сотрудничал с галереей РИДЖИНА, в стенах которой прошли две персональные выставки: «Шансон Арт» (издан каталог, 2008),  «Киоск между двумя башнями» (2011). Произведения художника участвовали в выставках в Бельгии, Великобритании, Германии, Израиле, Литве, России, США, Украине, Франции, Хорватии, Швеции. Лауреат Премии имени Казимира Малевича (2010). Участник Московской биеннале (2009). Участник ярмарок «Арт Москва» (Москва, 2007), Armory Show (Нью-Йорк, 2008, 2011),  ARTISSIMA (Турин, 2008), Art Basel (Базель, 2011), VIENNAFAIR (Вена, 2013), viennacontemporary (Вена, 2017). В 2010 году стал победителем международного конкурса живописи и получил премию имени Казимира Малевича.
Работы в коллекции Синди Шерман, а также в других частных коллекциях в России и за рубежом.

## Персональные выставки
- 2018 Галерея РИДЖИНА. Москва, Россия[2]
- 2015 Либертинаж «Карась Галерея». Киев, Украина
- 2008 Стенгазеты. Галерея «Карась Галерея». Киев, Украина
- Шансон Арт. Галерея РИДЖИНА. Москва, Россия
- 2006 Мечи на орала. Галерея «На Спасской 45». Николаев, Украина
- Текстиль. Галерея «Цех» (куратор Виктория Бурлака). Киев, Украина
- 2003 В ожидании снежного человека. Галерея «СС/02». Херсон, Украина

## Групповые выставки (избранное)
- С 2006 по 2015 год является активным участником проекта «А4, Шариковая ручка»
- 2011 Лімфодренаж. Малая галерея Художественного Арсенала. Киев, Украина
- Космическая одиссея 2011. Мистецький Арсенал. Киев, Украина
- 2010 ACM, Mansaray, Rigo 23 & Volyazlovsky. Andrew Edlin Gallery. Нью-Йорк, США
- 2009 3-я Московская Биеннале современного искусства. Центр современной культуры «Гараж». Москва, Россия
- Fuck Young. Галерея РИДЖИНА. Москва, Россия
- Future Perfect. Calvert 22. Лондон, Великобритания
- 2008 Квартирная выставка. Bereznitsky Gallery. Берлин, Германия
- Книжковий обід. Центр Современного Искусства при НАУКМА. Киев, Украина
- Транзит. Арт-центр Павла Гудимова «Я-галерея». Киев, Украина
- 2007 WSPOLNOTY. Mloda sztuka Ukrainy. Галерея «Arsenal» (Кураторы группа РЭП).
- Станислав Волязловский и студия «Тотем». Галерея-лаборатория современного искусства SOSKA. Харьков, Украина
- Проект содружеств. Центр Современного Искусства при НАУКМА. Киев, Украина
- GENERATIONS. USA. PinchukArtCentre. Киев, Украина
- Ежегодный портфолио-проект «Художники рисуют. А-4 бумага». Галерея «Ателье Карась». Киев, Украина
- Самооборона. В рамках Международного Конкурса визуальных искусств «Эйдос — 2006/07». Культурно-художественный и музейный комплекс «Мистецький Арсенал». Киев, Украина
- 2006 TESTING STATION. Skulpturens Hus (Куратор А. Соловьёв). Стокгольм, Швеция
- 2005 Без бересты. Музей Современного Искусства. Херсон, Украина
- Коллекция. Музей Современного Искусства. Херсон, Украина
- 2004 5-я Международная триеннале малых графических форм. Вильнюс, Литва
- 2003 14-й Международный Конкурс экслибриса, биеннале. Сент-Никлаас, Бельгия.
- 5-й Международный Конкурс графики и экслибриса. Гливич, Польша.
- 2002 Международный Конкурс компьютерной графики. Опава, Чехия
- 2001 Международный конкурс экслибриса и малой графики. Музей карт.[3] Мулинекс, Франция

- 2000 Семь. Херсонский областной художественный музей им. А. Шовкуненко. Херсон, Украина

## Цитата
- «Мое творческое кредо: „Искусство принадлежит народу, а деньги за искусство — художнику!“[4]».